# مینی‌تب
مینی‌تب (به انگلیسی: Minitab) یک نرم‌افزار کنترل کیفیت آماری و مناسب برای پروژه‌های شش سیگما و بهبود کیفیت می‌باشد. این نرم‌افزار به عنوان یکی از نرم‌افزارهای تخصصی آمار برای کنترل کیفیت، کار بر روی اعداد و تجزیه و تحلیل داده‌های خام شناخته شده‌است و در بسیاری از واحدهای صنعتی بزرگ و کوچک مورد استفاده قرار می‌گیرد و به وسیله آن می‌توان با تجزیه و تحلیل داده‌های آماری به طراحی آزمایش پرداخت. همچنین انجام برخی عملیات‌ها مانند تولید اعداد تصادفی که از توزیع‌های آماری خاصی مانند توزیع نرمال، کی دو(خی دو)، گاما، اف، برنولی، پواسن، بتا، وایبل و … پیروی می‌کنند، پرداخت.
در واقع نرم‌افزار Minitab (مینی‌تب) یکی از نرم‌افزارهای مطرح آماری می‌باشد که در برخی زمینه‌های علم آمار، از جمله کاربرد آمار در صنعت و اقتصاد از قابلیت‌های خاصی برخوردار می‌باشد.
تحلیل‌های سری زمانی با گستردگی و دقت بیشتری در این نرم‌افزار ارائه شده‌است.
مبحث کنترل کیفیت آماری (SPC) که رشته آمار را به صنعت و مقوله کنترل کیفیت پیوند می‌دهد نیز از جمله موضوعات آماری است که به تفضیل در این نرم‌افزار به آن پرداخته شده‌است. همچنین طرح‌های عاملی و آنالیز واریانس (ANOVA) به‌طور کامل مد نظر قرار گرفته شده‌است.
علاوه بر این با توجه به ویژگی‌های این نرم‌افزار در بسیاری موارد از آن برای تحلیل سری‌های زمانی و پیاده‌سازی مدل‌های ARMA و ARIMA استفاده می‌گردد.
از امکانات این نرم‌افزار می‌توان ارتباط با دیگر نرم‌افزارها مخصوصاً نرم‌افزارهای بانک اطلاعاتی (ODBC)، اعمال توابع محاسباتی و ریاضی و نیز امکان کار کردن با داده‌ها از جمله رتبه‌بندی، مرتب‌کردن، فیلترکردن داده‌ها، ادغام کردن کاربرگ‌ها و … را نام برد.
از دیگر قابلیت‌های این نرم‌افزار تعریف فایلی تحت عنوان پروژه می‌باشد که چندین کاربرگ، نمودار، تحلیل‌های آماری جدا و قالب‌بندی شده را در یک فایل پروژه ذخیره می‌کند و با Project Manager مدیریت آن‌ها را دنبال می‌کند.
نرم‌افزار Minitab در مقایسه با نرم‌افزارهای مشابه از نظر توانایی نرم‌افزاری در حد معمول و متعادل است ولی از آن جایی که کار با نرم‌افزار و ورود اطلاعات و مدیریت آن‌ها نسبتاً ساده است به عنوان یک نرم‌افزار کاربر پسند به‌شمار می‌رود و در صنعت استفاده از آن به وفور مشاهده می‌شود.
مطالب مرتبط

SAS: Statistical Analysis System

SPSS: Statistical Package for Social 
Sciences

## قابلیت‌های کلیدی نرم‌افزار Minitab
- امکان وارد کردن داده‌های ورودی به شکلی بسیار آسان
- شبیه‌سازی داده‌های تصادفی بر پایه توزیع‌های مختلف
- برآورد نقطه‌ای و فاصله‌ای و آمارهای آن‌ها
- روش‌های گرافیکی جهت تشریح داده‌ها
- آزمون‌های فرضیه با توجه به اطلاعات در دسترس از جوامع
- هماهنگی کامل با سایر نرم‌افزارها از جمله Microsoft Office Excel
- آمار توضیحی و توزیع احتمال‌های گسسته و پیوسته
- انجام تحلیل‌های بسیار ساده اولیه مانند: میانگین، میانه، Standard Deviation و …
- مشاهده توزیع‌های ساده Distributed data همراه با نمودار
- امکان محاسبه ضریب همبستگی بین متغیرهای مختلف
- امکان گسترده رسم نمودارهای (Charts) مختلف در انواع ستونی BAR، دایره‌ای PIE و … در رنگ‌های بسیار متنوع
- رسم نمودار پارتو، نمودار استخوان ماهی، نمودار علت و معلول، نمودار دنباله، نمودار چند متغیر، نمودار متقارن و …
- رسم و تجزیه تحلیل نمودارهای کنترل، شش سیگما، SPC ,MSA
- رسم نمودارهای سه بعدی
- انجام تحلیل کنترل کیفیت آماری
- انجام تحلیل سری‌های زمانی
- ابزارهای طراحی و تحلیل طرح‌های آزمایشی
- ابزار تعیین اندازه نمونه و قدرت آزمون
- ابزارهای آنالیز بقا و قابلیت اطمینان
- آنالیزهای چند متغیره و …